# So Phim
So Phim (1925 ? - 3 juin 1978) également retranscrit Sao Phim ou Sao Pheum, alias So Vanna, dit également « Frère n°18 » voire « Frère n°81 », était un commandant militaire khmer rouge.
Membre permanent du comité central du Parti communiste du Kampuchéa, il dirige les forces armées de la zone est du Kampuchéa démocratique. Après une offensive contre le Viêt Nam qui se termine par un désastre, il est accusé de trahison et acculé au suicide. Les purges sanglantes qui s'abattront ensuite sur ses soldats conduiront un nombre important d'entre eux à passer au Viêt Nam, d'où ils formeront le FUNSK (Front Uni National pour le Salut du Kampuchéa), l'ossature du régime de la République populaire du Kampuchéa, mise en place par l'armée de Hanoï après la chute du gouvernement khmer rouge.

## Biographie
Il naquit vers 1925 dans l’est du Cambodge. Il commença sa carrière militaire dans l’armée française avant de devenir l'un des cadres de la résistance indépendantiste des Khmers issarak, à la fin des années 1940.
En août 1951, il fut un des cinq membres fondateurs du PRPK - Parti Révolutionnaire du Peuple du Kampuchéa - qui deviendra en 1966 le Parti Communiste du Kampuchéa.
En 1954, lorsque les accords de Genève mirent fin à la première guerre d’Indochine, après un bref passage à Hanoï, il revint au Cambodge et devint l’un des quatre membres du comité provisoire qui devait diriger le parti. Comme le PRPK était menacé par la police de Norodom Sihanouk et la trahison de ses propres leaders, Phim se réfugia avec des partisans à Phnom Penh, où ils purent  exercer la profession de menuisiers.
En 1960, Phim est élu membre suppléant du comité central du Parti des Travailleurs du Kampuchéa, nouvellement créé, avant de devenir, trois années plus tard, membre permanent, occupant la quatrième ou cinquième place dans la hiérarchie du parti. Ce comité, composé de cinq membres, était dominé par les intellectuels antivietnamiens de Pol Pot. Lui seul était d'origine paysanne.
De 1960 jusqu’à sa mort en 1978, il dirigea le comité de la zone est.
Il est décrit comme « un homme trapu d’environ 1,80 m, à la face ronde, avec la peau sombre et des cheveux noirs et raides. » Il est considéré comme grossier et pouvait, dans un accès de colère, menacer ses collègues avec son pistolet. Il semblait néanmoins aimé de ses hommes et avait une réputation, peut-être usurpée, de modéré. Une terrible répression contre la population Cham (musulmane) avait eu lieu dans sa zone, notamment dans la province de Kampong Cham, quand la population avait refusé de suivre les règles fixées par les Khmers rouges.
En 1978, après une incursion de l’armée vietnamienne conduite par le général Võ Nguyên Giáp en représailles aux raids et atrocités perpétrées de l’autre côté de la frontière par les armées de Pol Pot, et à laquelle les troupes de la zone Est n’avaient pas pu résister, une purge massive conduite par Ke Pauk fut ordonnée.
Afin d’échapper aux massacres, de nombreux cadres, dont le plus connu était Heng Samrin, choisirent de passer la frontière vietnamienne. So Phim, qui n’avait jamais caché qu’il préférait le dialogue avec le puissant voisin aux actes de violence fut soupçonné de vouloir en faire de même. Encerclé par les forces de Pol Pot le 3 juin 1978, il est acculé au suicide. Sa femme et ses enfants furent capturés et massacrés alors qu’ils préparaient son corps pour le rite funéraire bouddhiste.
Il fut remplacé à la tête de la zone est par Nuon Chea.